# 4-氨基苯硫酚
4-氨基苯硫酚是一种有机硫化合物，化学式为C6H7NS。它是氨基苯硫酚的同分异构体之一。

## 制备
4-氨基苯硫酚可由4-硝基氯苯和多硫化钠按1:5摩尔比反应得到，该过程于90°C发送取代反应，于150°C发生还原反应。